# Loïs Boisson
Pour les articles homonymes, voir Boisson (homonymie).
Loïs Boisson est une joueuse de tennis française, née le 16 mai 2003 à Dijon (Côte-d'Or). Elle est professionnelle depuis 2021.
En juin 2025, elle atteint les demi-finales du tournoi de Roland-Garros dès sa première participation à un tournoi du Grand Chelem. Le mois suivant, elle s'impose sur la terre battue du tournoi de Hambourg, son premier titre WTA 250 .

## Biographie
Loïs Boisson naît le 16 mai 2003 à Dijon, d'une mère au foyer et d'un père basketteur professionnel, Yann Boisson. Elle commence par pratiquer le même sport que son père, puis elle se tourne vers le tennis.
Initiée au tennis à l'âge de 8 ans, elle est formée à l'ASPTT de Dijon par Patrick Larose. Elle rejoint ensuite le TC Beaulieu-sur-Mer en 2014 et 2019, sous la houlette de Stéphane Gloaguen, puis passe une année à l'académie Piatti Tennis Center à Bordighera. En 2021, elle est licenciée au TC Rillieux-la-Pape où elle s'entraîne avec Thomas Voiturier et Florian Reynet. En 2023, elle rejoint le club du TC Giordan à Nice.

## Carrière

### Débuts
En 2021, Loïs Boisson fait ses débuts sur le circuit WTA lors des qualifications du tournoi de Lyon. En mai de la même année, elle passe le 1er tour des qualifications de Roland-Garros en battant l'Espagnole Eva Guerrero Alvarez, avant d'échouer au tour suivant face à l'Ukrainienne Anhelina Kalinina.
Sa progression est cependant freinée par une blessure à l'épaule droite qui l'écarte des courts entre octobre 2021 et mars 2022. Son retour à la compétition est un peu difficile, elle parvient néanmoins à décrocher son premier titre dans sa ville natale en septembre 2022, puis un second au Havre (tournoi primé à hauteur de 15 000 $) en mars 2023.

### 2024: premier titre WTA 125 puis blessure
En avril 2024, Loïs Boisson réalise la performance de remporter 3 titres ITF consécutifs à Alaminós (Chypre), Terrassa (Espagne) et Bellinzone (Suisse). Sa série de victoires consécutives s'arrête à dix-huit après une défaite en demi-finale à Chiasso (Suisse). Le 5 mai, elle remporte le tournoi WTA 125 de Saint-Malo, qu'elle dispute grâce à une wild card : elle domine sa compatriote Chloé Paquet en finale, après avoir éliminé trois têtes de série sur son parcours : Varvara Gracheva (no 4), Katie Volynets (no 7) et Alizé Cornet (no 8). Cependant, une rupture du ligament du genou gauche, survenue lors du tournoi WTA 125 de Paris Racing, au 1er tour face à Fiona Ferro, met un terme à sa saison,. Elle est notamment contrainte de renoncer à Roland-Garros pour lequel elle avait obtenu une wild card.

### 2025: demi-finale à Roland-Garros et premier titre en WTA 250
Loïs Boisson retrouve le chemin des tournois ITF en février 2025 à Manchester. Sur terre battue, elle dispute une finale à Terrassa puis une demi-finale à Bellinzone. En avril 2025, elle est invitée à l'Open de Rouen, qui constitue sa première expérience sur le circuit principal. Elle y décroche sa première victoire face à la Britannique Harriet Dart (6-0, 6-3), avant de s'incliner au tour suivant face à la Japonaise Moyuka Uchijima (6-1, 64-7, 4-6). Deux semaines plus tard, elle ne parvient pas à défendre son titre à Saint-Malo où elle échoue d'entrée face à Léolia Jeanjean (3-6, 6-4, 4-6). Le 11 mai, elle s'impose au tournoi ITF de Saint-Gaudens face à la Russe Tatiana Prozorova (7-64, 6-0) et retrouve le top 300 mondial.
Le 13 mai, elle reçoit une wild card pour Roland-Garros. Elle remporte son premier match en Grand Chelem en battant la Belge Elise Mertens, 22e joueuse mondiale, en trois manches (6-4, 4-6, 6-3), alors qu’elle-même est au 361e rang mondial. Au deuxième tour, elle s'impose facilement face à l’Ukrainienne Anhelina Kalinina (6-1, 6-2), celle-là même qui l'avait battue en qualifications trois ans auparavant. Gênée au genou dès le début de la rencontre, elle remporte plus difficilement son troisième tour face à sa compatriote Elsa Jacquemot (6-3, 0-6, 7-5). Elle élimine ensuite à la surprise générale l'Américaine Jessica Pegula (3-6, 6-4, 6-4), no 3 mondiale, et se hisse en quart de finale, performance qu'aucune joueuse française n'avait réalisée depuis 2017,. Le 4 juin, elle crée une nouvelle fois la sensation en battant la Russe Mirra Andreeva, no 6 mondiale, en deux sets (7-66, 6-3) : elle devient ainsi la première Française à atteindre les demi-finales du tournoi depuis 2011, et s'assure de la place de no 1 française,. À cette occasion, elle devient la demi-finaliste la moins bien classée à Roland-Garros depuis au moins quarante ans, ainsi que la première joueuse bénéficiaire d'une invitation à atteindre ce stade du tournoi en simple dames. Elle s'incline en demi-finale face à l'Américaine Coco Gauff, no 2 mondiale (6-1, 6-2),. Classée 361e mondiale au début du tournoi, son incroyable parcours lui permet de se hisser à la 65e place au classement WTA, soit un bond de quasiment trois cents places,.
La liste des participants au tour principal de Wimbledon ayant été publiée avant le début de Roland-Garros, elle se voit contrainte d'en disputer les qualifications. Tête de série numéro un[Quoi ?], elle perd dès le 1er tour face à la Canadienne Carson Branstine.
Elle reprend ensuite son circuit à Båstad, où, en tant que deuxième tête de série, elle s'incline au 2e tour contre Darja Semeņistaja, avant d'enchaîner à Hambourg, où, pour sa 3e participation dans le tableau final d'un tournoi du circuit principal, elle atteint sa première finale, qu'elle remporte contre Anna Bondár (7-5, 6-3) ; elle intègre ensuite, pour la première fois, le top 50. Elle est aussi la première Française victorieuse dans l'histoire du tournoi allemand.

## Palmarès

### Titre en simple dames
| No | Date       | Nom et lieu du tournoi            | Catégorie | Dotation  | Surface      | Finaliste   | Score    |          |
| -- | ---------- | --------------------------------- | --------- | --------- | ------------ | ----------- | -------- | -------- |
| 1  | 14-07-2025 | MSC Hamburg Ladies Open, Hambourg | WTA 250   | 275 094 $ | Terre (ext.) | Anna Bondár | 7-5, 6-3 | Parcours |

### Titre en simple en WTA 125
| No | Date          | Nom et lieu du tournoi            | Catégorie | Dotation  | Surface      | Finaliste    | Score          |          |
| -- | ------------- | --------------------------------- | --------- | --------- | ------------ | ------------ | -------------- | -------- |
| 1  | 29 avril 2024 | Open 35 de Saint-Malo, Saint-Malo | WTA 125   | 115 000 $ | Terre (ext.) | Chloé Paquet | 4-6, 7-63, 6-3 | Parcours |

## Parcours en Grand Chelem

### En simple dames
| Année | Open d'Australie | Open d'Australie | Internationaux de France | Internationaux de France | Wimbledon | Wimbledon        | US Open | US Open |
| ----- | ---------------- | ---------------- | ------------------------ | ------------------------ | --------- | ---------------- | ------- | ------- |
| 2021  | —                | —                | Q2                       | Anhelina Kalinina        | —         | —                | —       | —       |
| 2022  | —                | —                | Q1                       | Ekaterine Gorgodze       | —         | —                | —       | —       |
| 2023  | —                | —                | Q1                       | Nina Radovanovic         | —         | —                | —       | —       |
|       |                  |                  |                          |                          |           |                  |         |         |
| 2025  | —                | —                | 1/2 finale               | Coco Gauff               | Q1        | Carson Branstine |         |         |

N.B. : à droite du résultat se trouve le nom de l'ultime adversaire.

### En double dames
| Année | Open d'Australie | Open d'Australie | Internationaux de France                                                         | Internationaux de France | Wimbledon | Wimbledon | US Open | US Open |
| ----- | ---------------- | ---------------- | -------------------------------------------------------------------------------- | ------------------------ | --------- | --------- | ------- | ------- |
| 2025  | —                | —                | 1er tour (1/32) J. Belgraver \|\| style="text-align:left;" \| L. Bronzetti A. Li | —                        | —         | —         | —       |         |

N.B. : le nom de la partenaire se trouve sous le résultat ; les noms des ultimes adversaires se trouvent à droite.

## Records et statistiques

### Victoires sur le top 10
Toutes ses victoires sur des joueuses classées dans le top 10 de la WTA lors de la rencontre.
| Légende      |
| Grand Chelem |
| WTA 1000     |
| WTA 500      |
| WTA 250      |

| # |        |  | Tournoi       | Année | Surface      |                | Adversaire     | Rang | Tour      | Score         | Tableau |
| - | ------ |  | ------------- | ----- | ------------ | -------------- | -------------- | ---- | --------- | ------------- | ------- |
| 1 | no 361 |  | Roland Garros | 2025  | Terre battue |                | Jessica Pegula | no 3 | 1/8       | 3-6, 6-4, 6-4 | Tableau |
| 2 | no 361 |  | Roland Garros | 2025  | Terre battue | Mirra Andreeva | no 6           | 1/4  | 7-66, 6-3 |               | Tableau |

## Classements WTA en fin de saison
| Année          | 2021 | 2022 | 2023 | 2024 |
| Rang en simple | 526  | 739  | 341  | 188  |
| Rang en double | –    | –    | 1085 | –    |

Source : (en) Classements de Loïs Boisson sur le site officiel de la Fédération internationale de tennis